# Centrum för interkulturell skolforskning
Centrum för interkulturell skolforskning var ett forskningscentrum vid Södertörns högskola. Det finansierades av Skolverket, Södertörns högskola samt Mångkulturellt centrum. Dess syfte var att bygga upp en mångsidig och tvärvetenskaplig forskning kring skolan. 
Centrumets grundare och forskningsledare var Pirjo Lahdenperä. Efter att Lahdenperä gjort en anmälan om mobbning på arbetsplatsen lades centrumet ned  av rektorsämbetet 2006.